# Gunhilde (dochter van Wyrtgeorn)
Gunhilde (voor 1017 – na 1045) was een dochter van Wyrtgeorn, koning van de Wenden, en een nicht van koning Knoet de Grote. 
Ze trouwde met jarl Haakon Eriksson en had met hem een dochter Bodil. Knoet de Grote achtte Haakon te gevaarlijk in Engeland en stuurde hem in 1029 weg. Het volgende jaar stierf hij op zee. Gunhilde, die blijkbaar in Engeland was gebleven, hertrouwde rond 1031 met een andere Deense jarl, Harald Torkjellsson, zoon van Torkjell de Lange. Met hem had ze zonen, vóór ook hij in 1043 overleed.
In Engeland, waar Eduard de Belijder nog maar pas de troon had bestegen, werd de weduwe Gunhilde weldra verbannen. Vermoedelijk steunde ze de troonaanspraken van haar neef Sven en kwam ze daardoor in aanvaring met Edwards rechterhand Godwin van Wessex. Samen met haar zonen Hemming en Thurkill vond ze lange tijd een onderkomen aan het hof van graaf Boudewijn V van Vlaanderen te Brugge, om dan terug te keren naar haar thuisland Denemarken.